# NGC 6654
NGC 6654 је спирална галаксија у сазвежђу Змај која се налази на NGC листи објеката дубоког неба.
Деклинација објекта је + 73° 10' 58" а ректасцензија 18h 24m 7,6s. Привидна величина (магнитуда) објекта NGC 6654 износи 11,9 а фотографска магнитуда 12,8. Налази се на удаљености од 29,5000 милиона парсека од Сунца. NGC 6654 је још познат и под ознакама UGC 11238, MCG 12-17-23, CGCG 340-45, IRAS 18252+7309, KARA 851, 7ZW 793, PGC 61833.